# Szekszárdi UFC
A Szekszárdi UFC (teljes nevén Szekszárdi Utánpótlás-nevelő Football Club) szekszárdi labdarúgócsapat, amelynek eddigi legjobb eredménye az NB I-ben való szereplés volt. Jelenleg az NB III Közép-csoportjában szerepel.

## Története
2009. december 16-án pénteken a Stefánia Ételbárban a Szekszárdi UFC életében fontos bejelentést hoztak nyilvánosságra évzáró sajtótájékoztatón és vacsorán. Az egyesület új támogatókra talált: Tolle, TolnAgró állatgyógyászati Kft., Tarr Kft., Gemenc Volán Zrt., Szekszárd város önkormányzata, Alpiszig, Tóth-ÖKO, Bella Napoli, JAKO Magyarország Kft., Lián kertészet, Stefli munkaruházat. Az egyesület reklámneve a 2010-es években egy ideig Tolle UFC Szekszárd volt.

## Stadion
A stadion 1962-ben épült Solymosi Mihály rendőrfőkapitány kezdeményezésére, társadalmi összefogással. A stadionavató mérkőzéseket 3.000 néző tekintette meg 1962. július 8-án.
1. mérkőzés: Szekszárdi Dózsa II.-Szekszárdi Honvéd,
2. mérkőzés: Szekszárdi Dózsa – Várpalotai Bányász 2:2 (2:1),
3. mérkőzés: Újpesti Dózsa – SZEOL – AK 3:2 (1:2)
30 évvel ezelőtt került be a stadionba az elektromos eredményjelző. A játékteret salakos futópálya övezi. A futópályán kívül kerítés, majd földsáncra telepített beton nézőtér következik. 5.000 néző részére található ülőhely, míg a teljes befogadóképesség 12.000 fő. 2001 nyarán kisebb felújítást követően (új kerítés, gyepszőnyeg felújítás) akár NB II-es mérkőzések megrendezésére is alkalmas a stadion.
Az UFC pályái közvetlenül a Városi Sportcsarnok mellett találhatóak, így a mérkőzésekre kilátogató nézők parkolása is megoldott.

## Edzők
| UEFA A licenc           | UEFA A licenc   |
| ----------------------- | --------------- |
| U-19                    | Dienes Pál      |
| U-14 - U-15 - U-16      | Dienes Gábor    |
| Felnőtt csapat          | Mészáros István |
| Női csapat - Leány U-14 | Micskó Márk     |
| Kapusedző               | Horváth Bálint  |

| UEFA B licenc     | UEFA B licenc              |
| ----------------- | -------------------------- |
| U-13              | Lékó Roland                |
| Leány U-16 - U-19 | Kágyi István               |
| Kapusedző         | Polyák Antal               |
| U-11              | Juhász Máté, Bierer Zoltán |

| UEFA D licenc | UEFA D licenc |
| ------------- | ------------- |
| U-17          | Péter Antal   |
| U-10          | Szűcs László  |
| U-9           | Pulcz István  |

Utolsó módosítás: 2024. február 16.
A vastaggal jelzett játékosok felnőtt válogatottsággal rendelkeznek.
A dőlttel jelzett játékosok kölcsönben szerepelnek a klubnál.
*A második csapatban is pályára lépő játékos.
Az érték oszlopban szereplő , , és = jelek azt mutatják, hogy a Transfermarkt legutóbbi adatfrissítése előtti állapothoz képest mennyit  nőtt, csökkent a játékos értéke, vagy ha nem változott, akkor azt az = jel mutatja.